# Pustolov (1917.)
Pustolov (u eng. izvorniku: The Adventurer) je bila 12. crno-bijela filmska komedija iz Mutual Film Corporationa u kojoj se pojavio Charlie Chaplin.

## Glume
- Charles Chaplin - odbjegli robijaš
- Edna Purviance - cura
- Eric Campbell - udvarač
- Henry Bergman - otac
- Albert Austin - batler